# Roger Pigaut
Pour l’article ayant un titre homophone, voir Pigot.
Roger Pigaut (Roger, Paul, Louis Pigot) est un acteur, réalisateur et scénariste français, né le 8 avril 1919 à Vincennes (Seine) et mort le 24 décembre 1989 dans le 16e arrondissement de Paris.

## Biographie
En 1938, Roger Pigaut suit les cours de théâtre de Raymond Rouleau et l'année suivante, il est admis au Conservatoire ; mais en raison de la guerre, il part dans le Midi de la France.
Entre 1943 et 1978, il joue dans un peu plus d'une quarantaine de films et trouve ses rôles les plus marquants dans Sortilèges de Christian-Jaque (1944), Antoine et Antoinette de Jacques Becker (1947), Les Frères Bouquinquant de Louis Daquin (1948), et Une histoire simple de Claude Sautet (1978), son dernier film.
Par ailleurs réalisateur de six films, il a aussi joué au théâtre.
Il a été marié à Betsy Blair puis à Joëlle Bernard.

## Filmographie

### Comme acteur

#### Cinéma
- 1943 : Douce de Claude Autant-Lara : Fabien Marani
- 1943 : Retour de flamme de Henri Fescourt : Maurice
- 1943 : Félicie Nanteuil de Marc Allégret
- 1944 : Sortilèges de Christian-Jaque : Pierre
- 1945 : L'Assassin n'est pas coupable de René Delacroix : Lui-même
- 1945 : L'Invité de la onzième heure de Maurice Cloche : Le docteur Rémi Lambert
- 1946 : Nuits d'alerte de Léon Mathot : Pierre
- 1946 : La Rose de la mer de Jacques de Baroncelli : Jérôme
- 1946 : Aubervilliers d'Éli Lotar - court métrage, voix uniquement
- 1947 : Antoine et Antoinette de Jacques Becker : Antoine Moulin, ouvrier typographe
- 1948 : Les Condamnés de Georges Lacombe : Le docteur Auburtin
- 1948 : Vire-vent de Jean Faurez : Paul Chapus
- 1948 : Bagarres d'Henri Calef : Antoine
- 1948 : Rapide de nuit de Marcel Blistène : Robert
- 1948 : Les Frères Bouquinquant de Louis Daquin
- 1948 : Cartouche, roi de Paris de Guillaume Radot : Louis-Dominique Bourguignon, dit "Cartouche"
- 1950 : Un sourire dans la tempête de René Chanas : François Mercier
- 1950 : La Peau d'un homme de René Jolivet : Bernard Landry
- 1951 : Chicago-digest de Paul Paviot - court métrage -
- 1951 : L'Agonie des aigles de Jean Alden-Delos : Le colonel de Montander
- 1952 : La Maison dans la dune de Georges Lampin : Sylvain
- 1952 : La Caraque blonde de Jacqueline Audry : Antoine
- 1953 : Théodora, impératrice de Byzance (Teodora, imperatrice di Bisanzia) de Riccardo Freda : Andrès
- 1954 : Napoléon de Sacha Guitry : Le marquis de Caulaincourt
- 1954 : Le Comte de Monte-Cristo[3] de Robert Vernay : Fernand de Morcerf
- 1955 : Mon chien de Georges Franju - court métrage, voix uniquement
- 1955 : La Lumière d'en face de Georges Lacombe : Pietri
- 1955 : Les Amours de Manon Lescaut (Gli amori di Manon Lescaut) de Mario Costa : M. Lescaut
- 1955 : La Plus Belle des vies de Claude Vermorel : Yves Carlier
- 1960 : Terreur sur la savane (Konga-Yo) d'Yves Allégret : Georges
- 1962 : À Valparaíso de Joris Ivens - court métrage, voix uniquement
- 1965 : Pour le Mistral de Joris Ivens - court métrage, voix uniquement
- 1965 : La Jeune Morte de Roger Pigaut et Claude Faraldo
- 1967 : J'ai tué Raspoutine de Robert Hossein : Pourichkévitch
- 1967 : Indomptable Angélique de Bernard Borderie : Le marquis d'Escrainville
- 1968 : Angélique et le sultan de Bernard Borderie : Le marquis d'Escrainville
- 1968 : Mayerling de Terence Young : Le comte Karolyi
- 1968 : Catherine, il suffit d'un amour de Bernard Borderie : Connestabile
- 1978 : Une histoire simple de Claude Sautet : Jérôme

#### Télévision
- 1965 : Les Chevaliers du ciel, série télévisée, saison 1 : le capitaine Merlet
- 1967 : Les Chevaliers du ciel, série télévisée, saison 3 : le capitaine Merlet
- 1968 : Les Chevaliers du ciel, série télévisée, saison 4 : Le capitaine Merlet
- 1969 : Les Chevaliers du ciel, série télévisée, saison 5 : Le capitaine Merlet

- 1970 : Mauregard, feuilleton de Claude de Givray
- 1971 : Quentin Durward de Gilles Grangier
- 1972 : Les Boussardel de René Lucot
- 1974 : Les Faucheurs de marguerites de Marcel Camus (feuilleton TV)
- 1975 : Paul Gauguin, mini-série télévisée
- 1982 : Les invités avec Jean-Marc Bory, Nicole Calfan, Michel Auclair

### Comme réalisateur
- 1957 : Cerf-volant du bout du monde avec Wang Kia-Yi
- 1965 : La Jeune Morte coréalisé avec Claude Faraldo
- 1971 : Comptes à rebours
- 1972 : Trois milliards sans ascenseur
- 1975 : Le Guêpier
- 1977 : Miss (TV)
- 1982 : Marcheloup (TV)

#### Comme assistant-réalisateur
- 1963 : Germinal d'Yves Allégret

### Comme scénariste
- 1972 : Trois milliards sans ascenseur de Roger Pigaut

## Théâtre
- 1941 : 800 mètres d'André Obey, mise en scène de Jean-Louis Barrault, Stade Roland-Garros
- 1951 : Dîner de têtes de Jacques Prévert, mise en scène Albert Médina, Fontaine des Quatre-Saisons
- 1953 : Kean de Jean-Paul Sartre d'après Alexandre Dumas, mise en scène Pierre Brasseur, Théâtre Sarah Bernhardt
- 1964 : Le temps viendra de Romain Rolland, mise en scène Guy Kayat, Théâtre Romain Rolland Villejuif
- 1965 : Le temps viendra de Romain Rolland, mise en scène Guy Kayat, Théâtre Récamier